# Once (пісня Pearl Jam)
«Once» (укр. Колись) — пісня американського рок-гурту Pearl Jam, що увійшла до дебютного альбому Ten (1991).
«Once» стала частиною так званої трилогії «Mama-Son» (укр. Мати-Син), що складалася з пісень «Alive», «Once» та «Footsteps». Це були перші три пісні, тексти до яких було написано вокалістом Едді Веддером на музику, придуману засновниками Pearl Jam Стоуном Ґоссардом, Майком Маккріді та Джефом Аментом. Зокрема, головний герой «Once» (робоча назва — «Agytian Crave») — це юнак, що до цього ледве не збожеволів, і перетворився на серійного вбивцю. У приспіві він кричить: «Колись я міг втратити себе. Колись я міг любити себе». І хоча ця пісня була другою в трилогії, альбом Ten розпочався саме з неї.
Попри те, що «Once» не було обрано одним з синглів з альбому, ця пісня вважається однією з найкращих у творчості Pearl Jam. В журналі Kerrang! вона посіла 20 місце серед усіх пісень гурту: «Грандіозна композиція, що відкривала Ten, продемонструвала неперевершений динамізм Pearl Jam прямо з порогу». На сайті музичної радіостанції WMMR.com та в розважальному журналі Entertainment Weekly її додали до десятки найкращих пісень Pearl Jam, зауваживши, що гурт обрав дивну тему для першої композиції с платівки, назвавши її «піснею про людину, яка перебуває на межі божевілля… або, можливо, на декілька кроків за цією межею», та «піснею про серійного вбивцю, що займався сексом зі своєю мамою». Найвище цю пісню оцінили в журналі Classic Rock, назвавши найкращою серед всього репертуару гурту: «Пісня, від якої волосся на шиї стане дибом, а ваші кулаки стиснуться, яка з перших же акордів проголосила Pearl Jam гуртом, що варто цінувати».
Вперше зіграна на найпершому концерті гурту (який на той момент ще мав назву Mookie Blaylock), 22 жовтня 1990 року в Сіетлі, протягом наступних років Pearl Jam виконували «Once» наживо понад 350 разів.